# Прохоров, Василий Никитович (Герой Социалистического Труда)
Васи́лий Ники́тович Про́хоров (1924—1992) — советский работник сельского хозяйства, управляющий отделением совхоза «Салмановский», Герой Социалистического Труда (1966).

## Биография
Родился в 1924 году в селе Хлебодаровка Алькеевского района Татарской АССР.
После окончания школы начал свою трудовую деятельность, занимаясь одновременно в районном отделении ОСОАВИАХИМа. Через два месяца после начала Великой Отечественной войны Василий был призван на фронт. Прошёл всю войну, был ранен. После демобилизации вернулся в родные края и снова работал в ОСОАВИАХИМе, был председателем комитета физкультуры райисполкома и секретарем сельсовета.
В 1958 году Василий Никитович стал управляющим вторым отделением совхоза «Салмановский» — одного из самых крупных хозяйств Алькеевского района, которое было создано на базе мелких колхозов. Хлебодаровское отделение, которое в течение 15 лет возглавлял В. Н. Прохоров, имело 4 тысячи гектаров земли, несколько ферм. Новый управляющий стал изучать передовой опыт, провел большую организаторскую и воспитательную работу. Совхоз взял курс на выращивание свиней и в отделении вырос целый животноводческий городок. За выдающиеся достижения в свиноводстве в 1965 году Прохоров был награждён Почётной грамотой Президиума Верховного Совета Татарской АССР. А через год был удостоен звания Героя Социалистического Труда.
Впоследствии Василий Никитович Прохоров возглавлял тракторно-полеводческую бригаду. Занимался общественной работой. Затем находился на пенсии, живя в Хлебодаровке.
Умер в 1992 году. В его честь названа одна из улиц села Хлебодаровка. О нём помнят жители села.

## Награды
- Указом Президиума Верховного Совета СССР в 1966 году Василию Никитовичу Прохорову было присвоено звание Героя Социалистического Труда с вручением ордена Ленина и золотой медали «Серп и Молот».
- Также награждён орденами Красной Звезды и Отечественной войны II степени, медалями.